# Ballstädt
Ballstädt est une ancienne commune allemande de l'arrondissement de Gotha en Thuringe, faisant partie de la communauté d'administration Mittleres Nessetal.

## Géographie

Situation de la commune (en rouge) dans l'arrondissement de Gotha

Ballstädt est située au nord de l'arrondissement, à la limite avec l'arrondissement d'Unstrut-Hainich, dans le bassin de Thuringe, au confluent des rivières Rinnborn et Setenbach qui forment ensuite la Tonna, affluent de l'Unstrut, à 11,5 km au nord de Gotha, le chef-lieu de l'arrondissement.
Ballstädt appartient à la communauté d'administration Mittleres Nessetal (Verwaltungsgemeinschaft Mittleres Nessetal).
Communes limitrophes (en commençant par le nord et dans le sens des aiguilles d'une montre) : Bad Langensalza, Tonna, Döllstädt, Eschenbergen, Bufleben et Westhausen.

## Histoire
La première mention du village date du VIIIe siècle mais il est certainement d'origine beaucoup plus ancienne, peut-être celtique. En 2003, on a trouvé des tombes datant de l'époque romaine (Ier siècle) contenant des urnes de bronze de guerriers germaniques qui auraient pu être des guerriers suèves d'Arioviste ou des Marcomans de Marobod.
L'église fortifiée St Pierre date de la fin du XVe siècle. Il reste plusieurs moulins à eau et à vent datant du XVIIIe siècle.
Ballstädt a fait partie du duché de Saxe-Cobourg-Gotha (cercle de Gotha).
En 1922, après la création du land de Thuringe, Ballstädt est intégrée au nouvel arrondissement de Gotha avant de rejoindre le district d'Erfurt en 1949 pendant la période de la République démocratique allemande jusqu'en 1990.

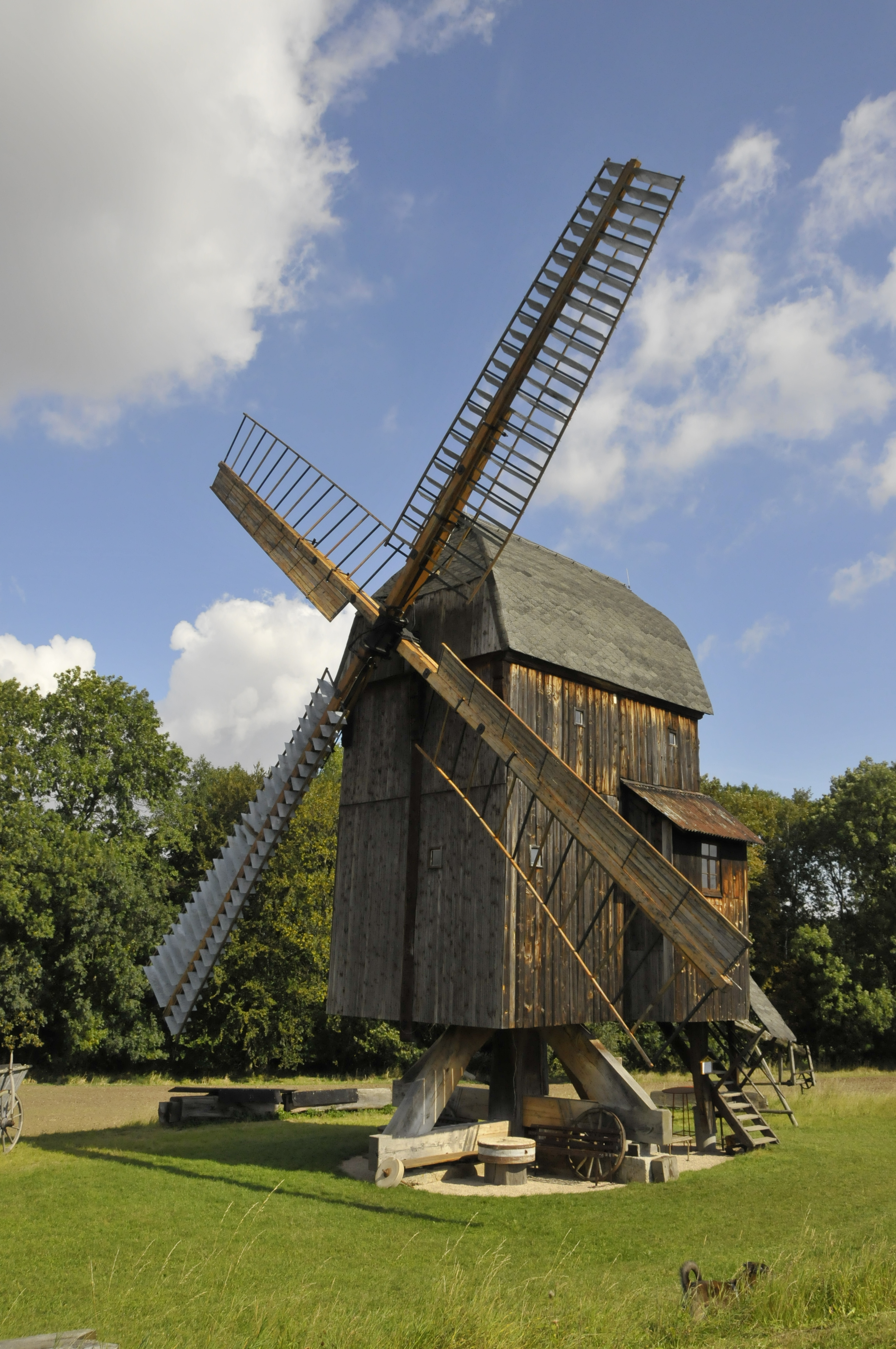
Un moulin à vent

## Démographie
| 1910 | 1933 | 1939 | 1995 | 2000 | 2005 | 2010 |
| ---- | ---- | ---- | ---- | ---- | ---- | ---- |
| 801  | 870  | 919  | 751  | 758  | 721  | 691  |

## Communications
La commune est traversée par la route L1043 Gotha-Tonna. La L2124 mène au sud-ouest vers Westhausen et la L2145 à l'est vers Eschenbergen.
Ballstädt est desservie par la ligne de chemin de fer Gotha-Mühlhausen-Leinefelde.

## Jumelage
Miehlen (Allemagne) dans l'arrondissement de Rhin-Lahn en Rhénanie-Palatinat.